# Museo diocesano Albani
Il Museo diocesano Albani è un museo di Urbino.
Si sviluppa in dieci sale (comprese le due antiche sacrestie del Duomo) al pianoterra del palazzo arcivescovile, con ingresso dall'interno della cattedrale, sul lato destro del transetto. Oltre allo spazio espositivo, il museo ha una sala adibita a bookshop. Fa parte del Museo, anche l'Oratorio della Grotta.

## Storia
Il Museo nasce ufficialmente nel 1964, come Museo del duomo "Albani", ma già dalla seconda metà del XVIII secolo nelle due sacrestie della cattedrale erano stati esposti arredi liturgici, paramenti sacri e opere insigni, da far ammirare ai visitatori illustri. Le due sacrestie furono realizzate in epoche diverse; la più antica risale al XV secolo, sorta con la cattedrale martiniana, caratterizzata da una decorazione molto sobria, arricchita nel XVIII secolo da alcune nicchie sopra alle porte laterali; l'altra fu realizzata nel 1705, grazie ai finanziamenti di Papa Clemente XI, presenta un decorazione più ricca, le pareti sono totalmente rivestite dal legno degli armadi, dell'altare e dei sedili (terminati nel 1720), come una parte del pavimento, il soffitto è decorato da stucchi (1775), che doveva essere completato con gli stemmi degli arcivescovi urbinati usciti dal capitolo cittadino.
Inizialmente nella sacrestia settecentesca erano conservati, nei grandi armadi, ed esposti ad un pubblico ristretto, gli arredi liturgici e i paramenti sacri; mentre nella sacrestia quattrocentesca erano esposti i quadri che non trovavano posto in cattedrale, tra questi la celebre Flagellazione di Piero della Francesca.
Nel 1840 fu ampliata e riordinata la raccolta dei quadri, pur continuando a seguire il criterio della simmetria nella disposizione dei medesimi.
Infine nel 1964, in seguito all'incremento delle opere provenienti dalle chiese dell'arcidiocesi, l'allora arcivescovo ed il capitolo metropolitano decisero di ampliare il museo a cinque sale (compresa la biglietteria) dell'adiacente episcopio e di riordinare le collezioni in maniera più corretta dal punto di vista museografico, con l'installazione di pannelli e vetrine più adeguati per la conservazione e l'esposizione delle opere.
Tale sistemazione ed estensione del Museo (cinque sale più le due sacrestie) verrà mantenuta fino alla recente ristrutturazione, terminata con la riapertura il 20 marzo 2010, che ha comportato un ampliamento ad altre quattro sale (compresa la biglietteria/bookshop) dell'episcopio, un ammodernamento dell'architettura interna e dell'allestimento.
Dopo tale ristrutturazione anche l'ingresso fu modificato, collocandolo verso l'esterno, sulla facciata del palazzo arcivescovile, adiacente al lato destro del duomo; però dal 2023, è stato nuovamente spostato all'interno della cattedrale, sul lato destro del transetto, nella posizione originaria.
L'intitolazione alla famiglia Albani fu un atto di riconoscenza, in quanto diversi membri di questa famiglia contribuirono notevolmente ad arricchire il patrimonio della Chiesa urbinate, con sovvenzioni e donazioni.

## Collezioni
I sala
È dedicata alla Storia della Cattedrale e vi sono esposti i vari progetti di ristrutturazione, risalenti alla fine del XVIII secolo; come quelli per il rifacimento della facciata principale, realizzati da Camillo Morigia, o quelli del Valadier per la ristrutturazione della chiesa, oltre ai rilievi che quest'ultimo realizzò sulla precedente cattedrale rinascimentale. Oltre all'acquerello di Michelangelo Dolci, raffigurante una veduta dell'odierna via Puccinotti, con in primo piano la cattedrale rinascimentale, pochi anni prima del rifacimento della facciata. Vi è anche un bozzetto ligneo del progetto definitivo del Morigia per la facciata principale ed i bozzetti per i colori per le tele poste sui pennacchi della cupola e per la pala sull'altar maggiore.
II sala
Questa è dedicata al Tesoro degli Albani, in quanto vi sono esposte le pregevoli suppellettili ed i paramenti sacri, doni degli Albani al Capitolo Metropolitano. Come un servizio per altare di 23 pezzi, in porcellana di Meissen, il Triregno di Papa Clemente XI, composto da penne intrecciate e ricoperte da fili d'argento, un calice in ambra e oro, o la pisside in ambra su montatura d'argento dorato. Inoltre vi è anche un reliquiario, in bronzo e argento dorato, contenente una reliquia della Santa Croce, che Papa Clemente XI donò alla confraternita del Santissimo Crocifisso di Urbino.
III sala
È dedicata al Medioevo e conserva le opere più pregevoli di tale periodo, come un pastorale, in legno e avorio, e una mitra, con la sua custodia, risalenti al XV secolo. Vi è anche un crocifisso ligneo quattrocentesco, di scuola fabrianese. Questa sala, dal 2023, coincide anche con la biglietteria, dal momento che si trova in corrispondenza dell'ingresso posto all'interno del Duomo.
IV sala
È dedicata in gran parte alle opere rinascimentali della Chiesa urbinate, anche se conserva alcune opere tardogotiche che non trovavano spazio nella precedente sala, come una Madonna del Latte, attribuita ad Andrea da Bologna, già nella chiesa di San Polo. Oltre ad un affresco staccato raffigurante sempre un analogo soggetto, proveniente dalla chiesa di Santa Maria degli Angeli. Invece tra quelle rinascimentali, vi sono la pala di Benedetto Coda, raffigurante una Natività tra i Santi Vincenzo, Biagio ed un pastore, quella di Pierantonio Palmerini, Vergine con Bambino in trono tra i santi Nicola da Bari, Maddalena, Marta e Antonio abate.
V sala
Questa è dedicata alle opere cinquecentesche, ascrivibili al periodo rinascimentale e manierista. Oltre al candelabro bronzeo, attribuito a Francesco di Giorgio Martini, risalente alla seconda metà del XV secolo, dono dei duchi di Urbino alla cattedrale cittadina, come testimoniano alcuni simboli legati al duca Federico III da Montefeltro, scolpiti sulla base. Vi si conserva anche un Crocifisso con sei candelieri bronzei, attribuiti a Giovanni Bandini, probabile dono dei Della Rovere al Capitolo Metropolitano, dal momento che i candelieri sono in forma di rami di quercia (emblema della famiglia) intrecciati. Invece tra i quadri vi sono esposti la tavola del Battista Franco, raffigurante la Vergine col Bambino tra i Santi Pietro, Paolo ed un donatore, un Cristo alla colonna, attribuito a Federico Zuccari, ed una Madonna della Divina Provvidenza, attribuita a Scipione Pulzone. Vi trovano spazio anche quattro tele raffiguranti l'Adorazione dei Magi, la Flagellazione, la Resurrezione e la Conversione di San Paolo, d'incerta attribuzione tra il forlivese Pier Paolo Menzocchi ed il Battista Franco. Infine vi sono anche una tavola del Palmerini, raffigurante una Madonna con Bambino tra i santi Antonio abate, Giacomo apostolo, Cristoforo e Gioacchino, una attribuita a Giustino Episcopi, Madonna della Misericordia, e due tele attribuite a Raffaellino del Colle, Sant'Andrea e San Pietro, quest'ultime provengono dalla chiesa urbinate di San Polo.
VI sala
È dedicata alla fortuna che ebbe nel territorio urbinate la maniera baroccesca, dove spicca la Beata Michelina, un bozzetto per i colori realizzato dal Barocci stesso, proveniente dalla chiesa di San Giovanni in Pozzuolo, situata nelle campagne intorno ad Urbino. Vi si aggiungono inoltre alcune opere di allievi e imitatori dell'artista, come la Sant'Agnese di Alessandro Vitali e la Madonna in gloria con San Donato di Antonio Viviani, quest'ultima proviene dalla chiesa di San Donato extra muros.
VII sala
Questa sala conserva il Tesoro della Cattedrale, coi suoi sfarzosi arredi liturgici ed i paramenti sacri, tra cui la Rosa d'oro, risalente agli inizi del XIX secolo, che il Capitolo Metropolitano fece rifare (col consenso di Papa Pio VII), per sostituire quella più antica, donata da Benedetto XIII, ma trafugata dai francesi a fine XVIII secolo. Vi sono poi le tele seicentesche di Girolamo Cialdieri, come la Vergine Assunta in Cielo e San Crescentino, nato come stendardo processionale dopo un'epidemia di peste, fu poi riconvertito in una pala posta sull'altare maggiore del duomo rinascimentale. Sempre del Cialdieri vi è anche la tela con Santo Stefano e Sant'Agnese, con veduta sullo sfondo del duomo rinascimentale, e quella con la Madonna col Bambino e i Santi Gregorio e Antonio abate, quest'ultima proveniente dall'Oratorio di San Gregorio in Urbino, con una veduta sullo sfondo della chiesa di San Bernardino, che presentava ancora il tetto del campanile nella sua forma originaria. Inoltre vi è anche la tela di Claudio Ridolfi, raffigurante il Martirio di San Sergio, dalla chiesa urbinate dedicata a tale Santo.
VIII sala
Questa coincide con la cosiddetta Sacrestia Nuova, a cui vi si accede sia dalla IV sala e che dalla Sacrestia Vecchia. Fu realizzata ad inizio XVIII secolo, per volontà di Papa Clemente XI, le cui pareti sono completamente ricoperte dall'arredo ligneo degli armadi, in legni dalmati e in noce, col soffitto arricchito da stucchi, realizzati su disegno di Alessandro Specchi. Nei grandi armadi sono esposti i più ricchi e sfarzosi paramenti sacri della cattedrale cittadina. Questa sacrestia, assieme a quella adiacente, costituiscono il nucleo più antico del museo. Vi si trova Il leggio in ottone di Federico III da Montefeltro, opera probabile dell'artigianato inglese della prima metà del XV secolo, che si trovava nella biblioteca del Duca all'interno di Palazzo Ducale, frutto del bottino di guerra derivante dal Sacco di Volterra del 1472. In seguito alla devoluzione del Ducato il leggio, assieme alla biblioteca, fu portato a Roma per volere di Papa Alessandro VII; ma tornò in Urbino come dono di Clemente XI al capitolo metropolitano, agli inizi del XVIII secolo, per essere collocato nel coro della cattedrale.
IX sala
Si tratta della cosiddetta Sacrestia Vecchia, dal momento che sorse con la cattedrale rinascimentale, di cui conserva in gran parte le linee architettoniche, arricchita nel XVIII secolo da alcune nicchie e decorazioni. Costituisce l'ultima sala del percorso museale, vi si accede sia dalla Sacrestia Nuova, sia dalla III sala / Biglietteria. Conserva una cospicua collezione di Corali miniati, risalenti al XIV - XV secolo, ed una raccolta di affreschi staccati quattrocenteschi di Antonio Alberti da Ferrara, ritrovati nella chiesa di San Domenico, e del Battista Franco, ritrovati nella cattedrale durante i lavori di restauro dei primi anni del XXI secolo.